# ジョン・キャドワレイダー (政治家)

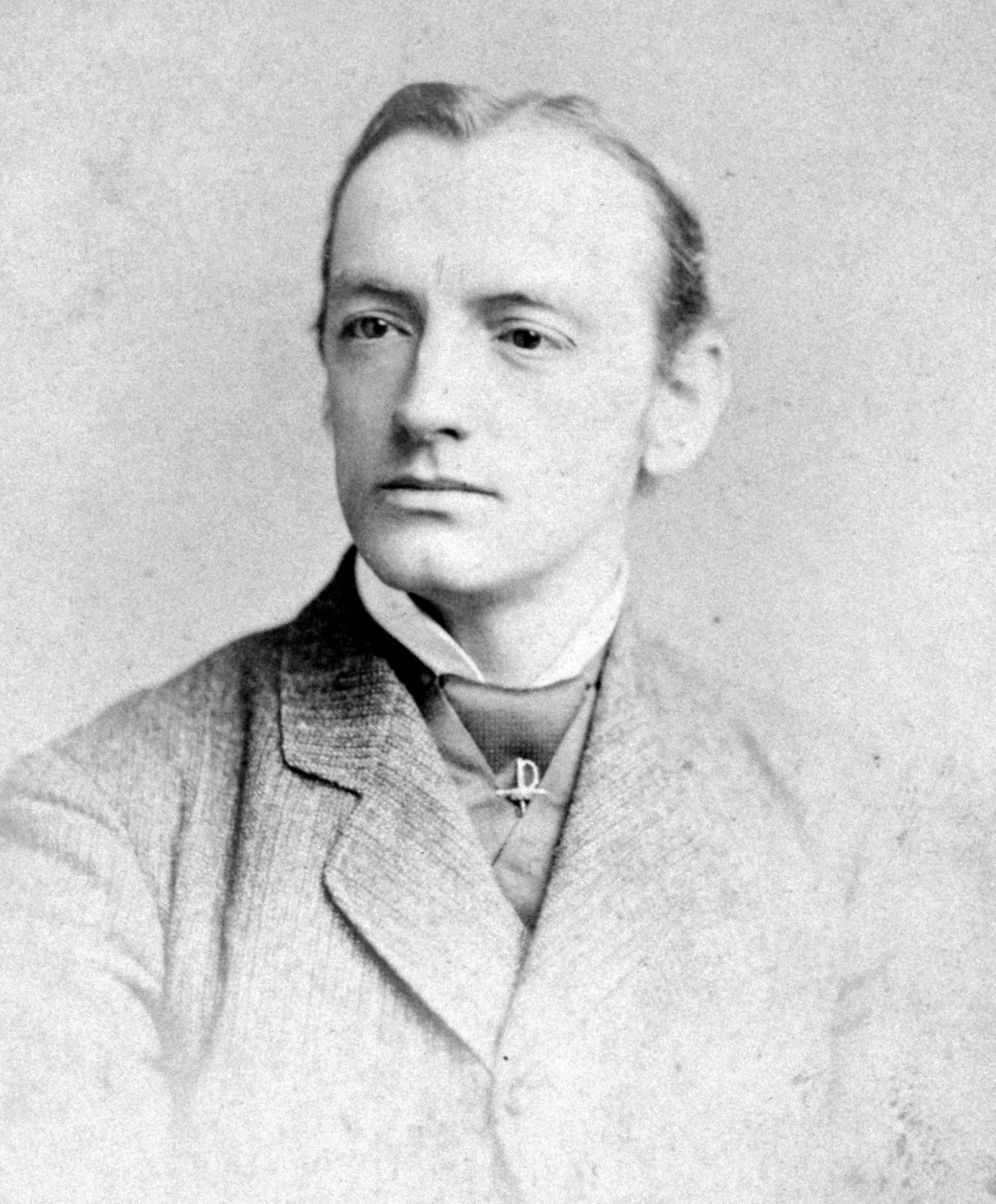
ジョン・キャドワレイダー

ジョン・キャドワレイダー（John Cadwalader, 1805年4月1日 - 1879年1月26日）は、アメリカ合衆国の弁護士、裁判官、政治家。1874年から1877年まで第10代アメリカ合衆国国務次官補を務めた。

## 生涯
1805年、キャドワレイダーはペンシルベニア州フィラデルフィアにおいて、トマス・キャドワレイダー (Thomas Cadwalader, 1779-1841) とメアリー・ビドル (Mary Biddle, 1781-1850) の長子として誕生した。キャドワレイダーは1821年にペンシルベニア大学を卒業し、1825年に弁護士として認可を受けた。キャドワレイダーは1830年に第二合衆国銀行の法務弁護士となった。
1844年、フィラデルフィアでアイルランド移民らが暴動を起こすと、キャドワレイダーは民間軍事会社に雇われ、大尉を務めた。キャドワレイダーは1855年から1857年までペンシルベニア州から合衆国下院議員に選出された。1858年、キャドワレイダーはペンシルベニア州東地区の連邦地方裁判所判事に任ぜられ、死ぬまでその職を務めた。
キャドワレイダーは1874年から1877年までアメリカ合衆国国務次官補を務めた。
キャドワレイダーは1879年にペンシルベニア州フィラデルフィアで死去した。キャドワレイダーの遺体は、妻の眠るキリスト教会墓地に埋葬された。